# Émilie du Châtelet
Émilie du Châtelet /emiˈli dy ʃaˈtlɛ/, nome completo Gabrielle Émilie Le Tonnelier de Breteuil, marchesa du Châtelet, (Parigi, 17 dicembre 1706 – Lunéville, 10 settembre 1749) è stata una matematica, fisica e letterata francese.
Oltre ad essere ricordata per la sua relazione con Voltaire, del quale fu musa, du Châtelet viene considerata uno dei più grandi ingegni del XVIII secolo. Contribuì alla divulgazione e allo sviluppo delle teorie di Leibniz e di Newton, traducendo in francese di quest'ultimo i Principia.

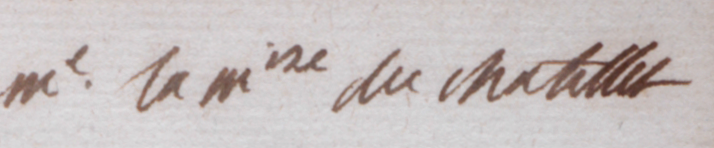
Firma di Émilie du Châtelet

## Biografia

### Origini e famiglia
Émilie du Châtelet nacque in una famiglia di elevato ceto sociale, come unica figlia femmina di sei figli. La  madre era una nobile: Gabrielle Anne de Froulay (1670–1740), baronessa di Breteuil e figlia del soldato arricchito Charles de Froulay (1601–1671). Il padre invece era Louis Nicolas le Tonnelier de Breteuil, un esponente della piccola nobiltà, che rivestiva le prestigiose cariche di Segretario principale e presentatore degli ambasciatori alla corte del Re Sole, Luigi XIV, e lo splendido castello di Breteuil testimonia ancor oggi il livello di vita dei membri della famiglia a cui la marchesa apparteneva. Il padre possedeva anche un salotto al quale, ogni giovedì, venivano invitati a dibattere scrittori e scienziati.
La sua famiglia era nobile da generazioni: suo nonno paterno era l'amministratore Louis Le Tonnelier de Breteuil (1609–1685). Suo zio paterno era il chierico Claude Le Tonnelier de Breteuil (1644–1698). Tra i suoi cugini c'era il nobile François Victor Le Tonnelier de Breteuil (1686–1743), figlio di suo zio François Le Tonnelier de Breteuil (1638–1705). Tra i suoi nipoti c'era l'aristocratico, diplomatico e statista Louis Auguste Le Tonnelier de Breteuil (1730–1807).

### Infanzia e formazione
Émilie fu stimolata fin dall'età prescolare a sviluppare interessi sia linguistici che scientifici, all'epoca riservati esclusivamente ai rampolli di sesso maschile delle grandi famiglie. La serietà degli studi non le impediva di condurre una vita brillante, talvolta frivola, intessuta di occasioni mondane che divennero sempre più frequenti dalla data della sua presentazione a corte, avvenuta all'età di sedici anni. Si interessava anche alla musica, al teatro e alla danza. Quando era piccola, suo padre organizzò per lei un programma di allenamento settimanale di scherma ed equitazione, e lei si appassionò talmente di tali sport che volle che i suoi tutori andassero ad abitare con lei una volta divenuta adulta. All'età di dodici anni parlava fluentemente latino, italiano, greco e tedesco, tanto che in seguito avrebbe pubblicato traduzioni in francese di tragedie greche e trattati filosofici classici. Ricevette un'istruzione molto ampia anche in matematica, scienze e musica (imparò a suonare perfettamente il clavicembalo).

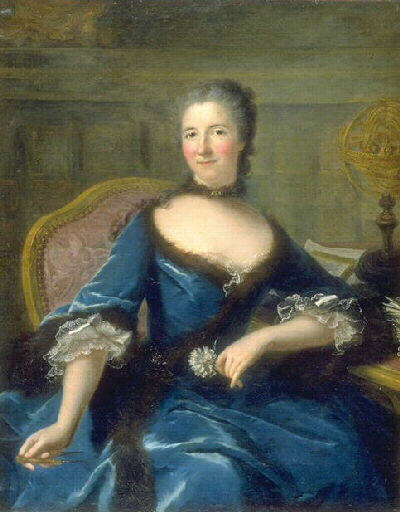
Ritratto di Émilie du Châtelet di Marianne Loir (1748) conservato al Musée des Beaux-Arts di Bordeaux

Sebbene nel Settecento le donne fossero escluse da una formazione di livello superiore, oggi diremmo universitario, Émilie du Châtelet, ciononostante si costruì, durante il corso della vita, una preparazione di altissimo livello, in parte come autodidatta, in parte facendo ricorso agli insegnamenti privati (fra i suoi docenti ci fu Nicolas Guisnée) e attraverso il confronto dialettico nei salotti dell'epoca con alcune tra le più grandi menti scientifiche dell'epoca come Bernoulli, Buffon, Clairaut, Eulero, König, Pierre-Louis Moreau de Maupertuis, Réaumur.
Il 12 giugno 1725, a diciannove anni, sposò il marchese Florent Claude du Châtelet, all'epoca trentenne. Il matrimonio rispondeva più a criteri di censo che a motivi sentimentali: i due ebbero infatti tre figli ma il marchese, impegnato nella carriera militare, incontrava la moglie assai di rado. La primogenita fu data in sposa a sedici anni, divenne dama di corte della regina a Napoli e morì ventottenne nel 1754; il secondogenito fu ghigliottinato nel 1793, il terzo figlio morì a sedici mesi. La marchesa era "totalmente disinteressata all'essere madre" ed il legame matrimoniale non le impedì mai di vivere una vita sentimentale assai libera: ebbe due relazioni importanti, con il marchese di Guébriant, che concluse con un tentato suicidio da parte di lui, e con il duca di Richelieu.
Dopo aver avuto i figli, Émilie e il marito giunsero ad un accordo per cui i due avrebbero vissuto in case separate pur mantenendo un'unica famiglia. La coppia decise alla fine di separarsi, dopo 9 anni insieme. Così, nel 1733, all'età di 26 anni, Châtelet poté riprendere i suoi studi in matematica. Inizialmente, fu istruita in algebra e calcolo da Maupertuis e da Johann Bernoulli. Iniziò anche a partecipare assiduamente ai dibattiti nei salotti culturali: tuttavia, essendo questi ultimi spazi esclusivamente maschili, indossava spesso abiti da uomo per farsi accettare.

### Relazione con Voltaire
Il rapporto sentimentale più duraturo della sua vita fu quello con Voltaire, che l'aveva già incontrata diciassettenne ed era rimasto colpito dalle sue inusuali capacità matematiche. Du Châtelet potrebbe aver incontrato per la prima volta Voltaire durante la sua infanzia nel salotto del padre: Voltaire stesso data il loro primo incontro al 1729, quando egli tornò dal suo esilio a Londra. 
Tuttavia il loro sodalizio culturale e sentimentale tra i due iniziò ufficialmente nel 1733: lui era già, a 39 anni, all'apice del successo, lei, a 28 anni, conduceva la vita dorata di una rappresentante della classe più agiata e influente. Dapprima Voltaire scherzosamente si lamentava che lei "gli faceva le corna" con Maupertuis, al quale lui stesso l'aveva raccomandata come allieva; la descriveva come "una gran dama capace di grandi piccolezze" e "la più colta delle donne, ma la più frivola delle colte". Nel maggio del 1734, essendo Voltaire caduto in disgrazia presso il re a causa de Le lettere inglesi inneggianti alle libertà di cui fruiva il popolo inglese, da lui conosciute nel corso di un precedente esilio, la coppia si stabilì nel castello di Cirey, a Cirey-sur-Blaise nell'Alta Marna, di proprietà del marito della marchesa, non nascondendo la relazione ma anzi facendone mostra senza curarsi minimamente dell'opinione comune. 

#### Il castello di Lunéville

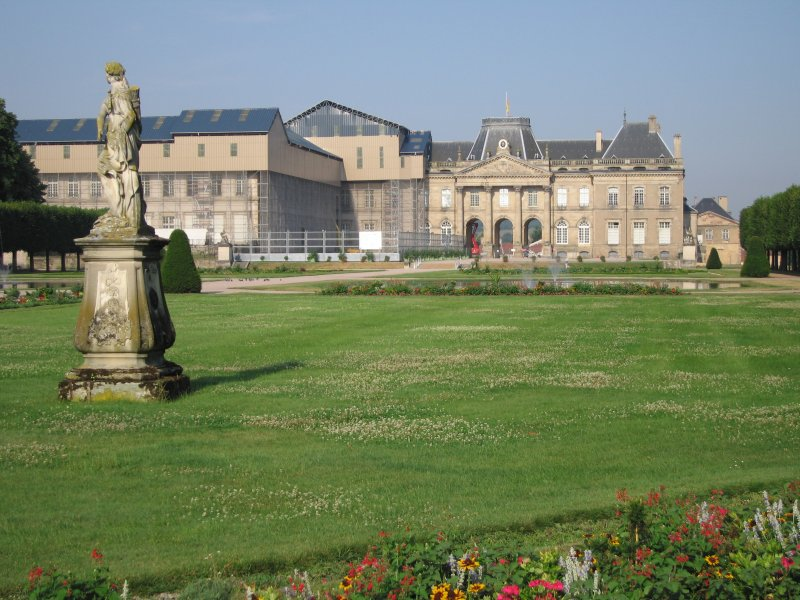
Il castello di Lunéville.

La dimora necessitava di notevoli opere di restauro e così Voltaire stipulò un accordo con il proprietario in base al quale avrebbe prestato a quest'ultimo, a un interesse assai conveniente, la somma di 40.000 franchi con cui sarebbe stato possibile realizzare i lavori necessari. “La signora du Châtelet è diventata architetto e giardiniera. Fa montare le finestre dove avevo messo le porte. Trasforma le scale in camini e i camini in scale. Sta facendo piantare dei tigli dove avevo proposto degli olmi; e se avessi piantato un orto, lei avrebbe fatto un'aiuola. Inoltre, fa il lavoro delle fate in questa casa. Trasforma gli stracci in arazzi; trova il segreto per ammobiliare Cirey con un nonnulla", scrive Voltaire alla contessa de La Neuville nel novembre 1734. E all'abbé Moussinot scrive: "Si mangia assai raramente con madama la Marchesa, i cui orari non sono troppo regolari, ma c'è la tavola del signor conte suo figlio e d'un precettore, uomo di spirito. Il Signor du Châtelet, il padre, vi mangia spesso e talvolta ceniamo tutti insieme" (luglio 1737).
Il castello fu riadattato per poter ospitare il gran numero di visitatori che la fama intellettuale della coppia attirava. La biblioteca arrivò a contare ben 21.000 titoli, cioè più o meno il livello di un'istituzione universitaria del tempo.

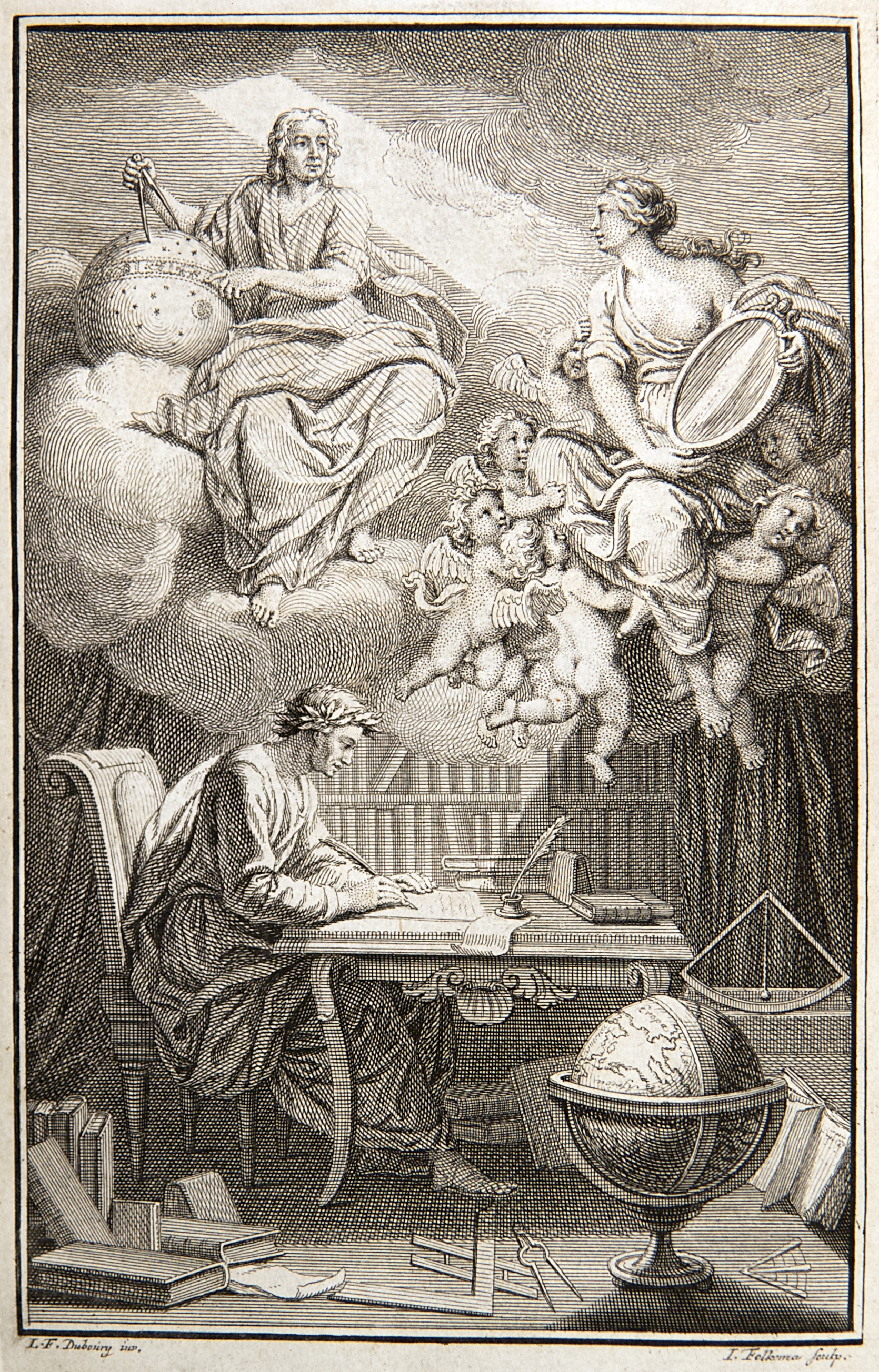
Nel frontespizio della Elementi della filosofia di Newton, Émilie du Châtelet appare come la Musa che riflette l'intuizione celestiale di Newton fino a Voltaire.

#### Opere letterarie e studi scientifici
Nel 1735 la marchesa tradusse e rimaneggiò La favola delle api, ovvero vizi privati e pubbliche virtù, di Bernard de Mandeville; nella prefazione scrisse: "vi sono grandi nazioni la cui legislazione permette a una donna di reggerne le sorti, ma non ve ne è alcuna in cui siamo educate a pensare". Le idee da lei espresse nell'operetta furono poi riecheggiate da Voltaire nel Dizionario filosofico (1764) alla voce "Abeilles" (Api).
Stimolata da Voltaire ad approfondire sempre più la tematica scientifica, Châtelet collaborò con lui alla redazione di Elementi della filosofia di Newton, come lui stesso scrisse nella prefazione al libro pubblicato per la prima volta nel 1738. Lo scopo era consentire a un pubblico più vasto, anche non dotato di un livello estremo di conoscenze scientifiche, di avvicinare l'opera dello scienziato inglese; era lo stesso intento del Newtonianismo per le dame (1737) di Francesco Algarotti (anch'egli ospite a Cirey), ma molto più approfondito.
L'opera reca nel frontespizio il nome di Voltaire, ma non vi è dubbio che l'apporto teorico determinante fu di Châtelet, come dimostrano i suoi manoscritti. La dedica, in versi, di Voltaire proclama: "Tu mi chiami a te vasto e possente genio,/ Minerva della Francia, immortale Émilie,/ discepola di Newton, e della Verità,/ tu penetri i miei sensi coi fuochi della tua chiarezza/ io rinuncio agli allori ..." (cioè al teatro, che gli aveva dato il successo; in realtà nel castello fece costruire un teatrino, oltre a un laboratorio di fisica); la prefazione, anch'essa rivolta "à madame la marquise du Ch**", inizia: "Non si tratta qui di una marchesa né di una filosofia immaginarie. Lo studio solido che voi avete fatto di molte nuove verità, e il frutto di un lavoro rispettabile, sono ciò che io offro al pubblico per la vostra gloria, per quella del vostro sesso, e per l'utilità di chiunque vorrà coltivare la propria ragione e gioire senza fatica delle vostre ricerche" (vedi l'edizione di Amsterdam, 1738).
Nel 1738 entrambi concorsero al premio istituito dall'Accademia delle Scienze di Parigi sul fenomeno del fuoco, lei inviò la sua dissertazione all'insaputa di lui; il premio lo vinse Eulero, ma nel 1744 l'Accademia pubblicò, oltre ai tre testi premiati, anche i loro contributi.

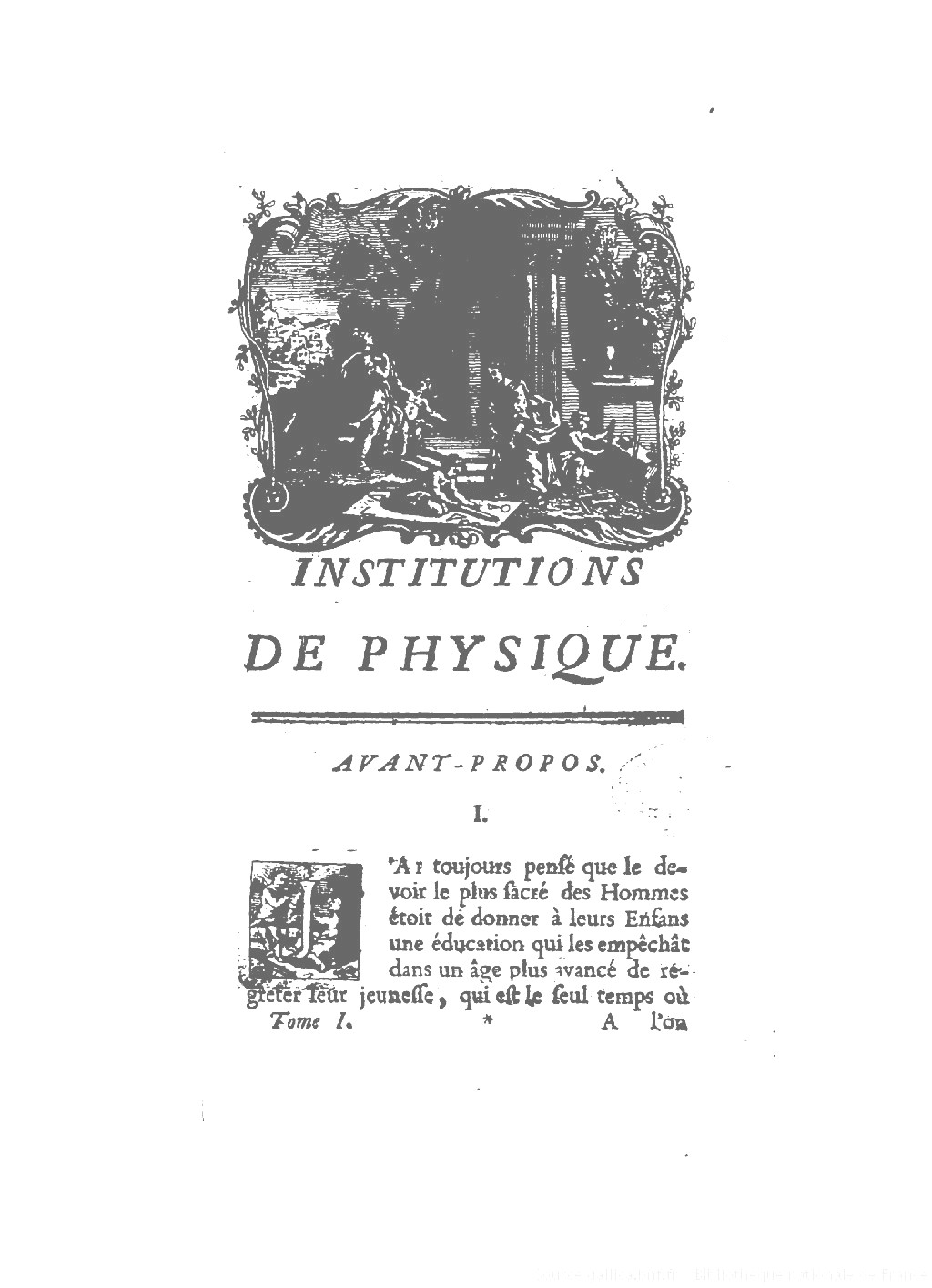
Frontespizio delle Istituzioni di fisica (1740)

Nel 1740 la marchesa diede alle stampe Istituzioni di fisica, un'esposizione delle teorie del filosofo Gottfried von Leibniz che tenta di riconciliare con le posizioni di Newton; le dedica al figlio dodicenne, "negli anni in cui l'intelletto comincia a pensare, ma il cuore non sente ancora quelle violente passioni che possono turbarlo", per prepararlo alle "avversità della vita, nelle quali lo studio può offrire consolazione e riparo" basandosi sull'esperienza che è "un bastone che la Natura ha dato a noi ciechi per guidarci nelle nostre ricerche".) Nel 1746 l'opera le valse l'elezione a membro dell'Accademia di Bologna (città nella cui Università Laura Bassi insegnava la fisica newtoniana), un anno prima di Maria Gaetana Agnesi.
Nel 1741 la marchesa compose gli spietati Esami della Genesi e del Nuovo Testamento; in molte voci del Dizionario filosofico Voltaire riportò questa trattazione sistematica.
Negli anni successivi portò avanti il progetto della pubblicazione dell'opera di Newton Principia matematica, tradotta in francese dal latino piuttosto ostico dell'autore, e con l'aggiunta di una sezione dedicata agli sviluppi che le teorie newtoniane avevano visto ad opera degli scienziati francesi. L'opera uscì postuma nel 1759, e la pubblicazione fu seguita da Voltaire che la considerò un debito d'affetto nei confronti della donna che forse gli era stata intellettualmente più affine.
A partire dal 1740 il rapporto sentimentale con Voltaire entra in crisi. La passione da parte del filosofo (che per temperamento non era mai stato particolarmente ardente) finisce completamente. Lui si invaghisce di altre donne, così come Emilie ha relazioni con altri uomini, e accetta che l'amore si trasformi esclusivamente in complicità intellettuale, non dopo una sofferta presa di coscienza. Scrive infatti:
Si occupa inoltre dell'affermazione delle donne in ambito scientifico e culturale in generale, infatti scrive negli Scritti filosofici e scientifici scelti:

### Anni successivi
Nel 1746, è presa da un'improvvisa passione per il poeta Saint Lambert e cerca con ogni mezzo di legare a sé l'amante, di dieci anni più giovane. Sembra che Saint-Lambert non fosse particolarmente attratto da Châtelet, ma che abbia agito solo per un capriccio e per ingelosire la sua precedente amante, Madame de Boufflers, che lo aveva abbandonato.

### Morte
La relazione si risolse tragicamente perché Châtelet affrontò una gravidanza ad un'età che, all'epoca, costituiva un rischio notevole per la donna: diede alla luce una bambina che morì 20 giorni dopo la nascita e lei stessa morì nel suo castello di Lunéville sei giorni dopo il parto, il 10 settembre 1749, a 42 anni, di embolia polmonare; negli ultimi giorni della sua vita fu assistita giorno e notte da Voltaire, col quale era rimasta in ottimi rapporti, e da Saint-Lambert.
Nel 1749, poco dopo la morte di Émilie, Voltaire scrive a un'amica: Je n'ai pas perdu une maîtresse mais la moitié de moi-même. Un esprit pour lequel le mien semblait avoir été fait. ("Non ho perduto un'amante ma la metà di me stesso. Un'anima per la quale sembrava fatta la mia").

## Opere[21]

### Saggi

#### Scientifici
- Elementi della filosofia di Newton (1738) - con Voltaire
- Istituzioni di fisica (1740)

#### Filosofici
- Esami della Genesi e del Nuovo Testamento (1741)
- Discorso sulla natura e la propagazione del fuoco (1744)
- Discorso sulla felicità (1750) - postumo

### Traduzioni
- La favola delle api, di Bernard de Mandeville (1735)
- Principia Mathematica, di Isaac Newton (1759) - postumo

## Riconoscimenti
- Nel 2006 è stato fondato l'Institut Émilie-du-Châtelet per lo studio e lo sviluppo della ricerca sui problemi legati alle donne al sesso e al genere.[22]
- Nel 2019 la posta francese ha emesso un francobollo in suo onore.[23]
- Il Cratere du Chatelet porta il suo cognome.
- Una strada è stata intitolata in suo onore a Parigi, Alfortville, Cirey-sur-Blaise e Nancy.
- Numerose scuole in Francia sono dedicate a lei.